# Павленково
Павле́нково (рос. Павленково) — село у складі району імені Лазо Хабаровського краю, Росія. Входить до складу Георгієвського сільського поселення.

## Населення
Населення — 443 особи (2010; 530 у 2002).
Національний склад (станом на 2002 рік):
- росіяни — 89 %